# Zorge (fiume)
La Zorge è un affluente del fiume Helme, che nasce nel territorio dell'omonimo comune, sviluppa il suo corso per 40 km fra la Turingia e la Bassa Sassonia, per sfociare poi nella Helme a Heringen/Helme.

## Corso

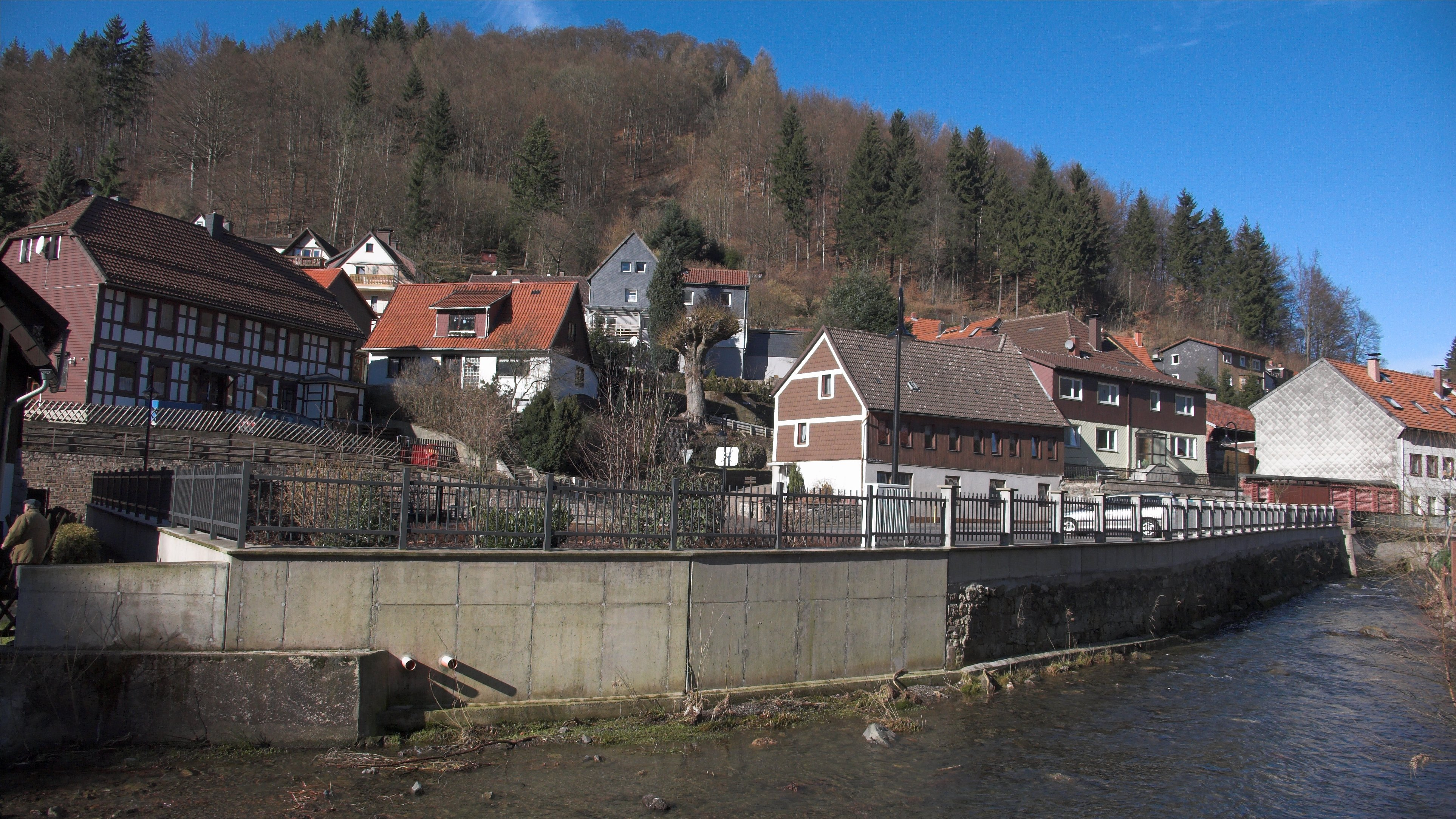
La Zorge nell'omonimo comune

Il fiume, denominato talvolta come torrente (wilder Fluss), nasce nel territorio del comune di Zorge dalla confluenza dello Sprakelbach con il Wolfsbach. Scorre quindi verso sud attraversando i territori dei comuni di Ellrich e di Nordhausen, entrambi appartenenti al circondario (Landkreis) di Nordhausen, per poi sfociare nella Helme a nord ovest di Heringen/Helme, ad un'altezza s.l.m. di 158,8 m s.l.m. coprendo così nel suo corso un dislivello di circa 193 m.
Nel suo corso riceve parecchi affluenti e le sue acque concorrono a formare il bacino artificiale di esondazione creato dallo sbarramento di Kelbra (Talsperre Kelbra)

## Affluenti

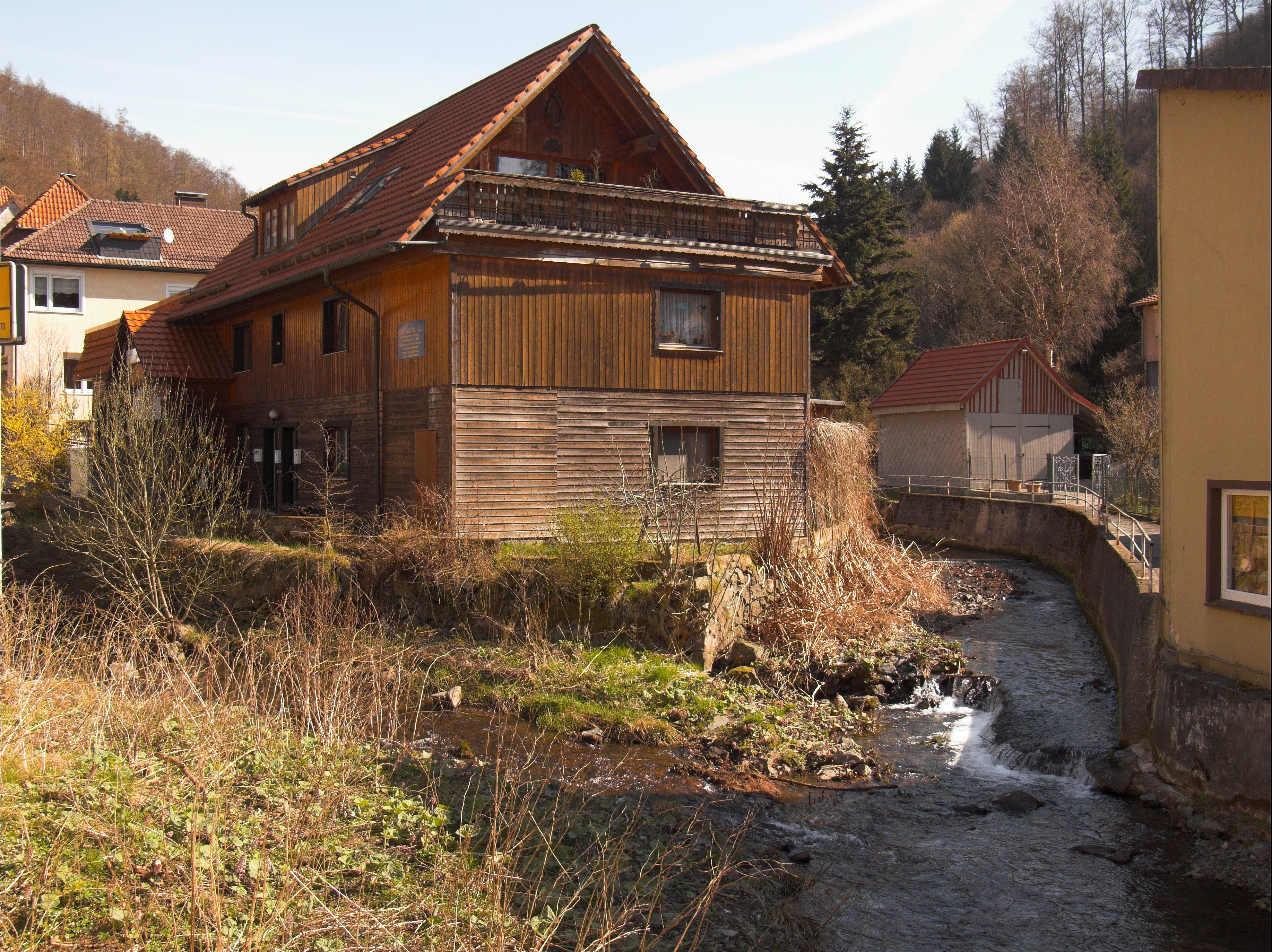
La confluenza del Wolfsbach con lo Sprakelbach

- alla sinistra orografica:

- - Wolfsbach
  - Elsbach
  - Rosenbach
  - Sülze
  - Ellerbach
  - Bere
  - Kappelbach
  - Orbach
  - Gumpebach
  - Roßmannsbach
  - Leimbach
  - Krummbach

- alla destra orografica:
  - Sprakelbach
  - Steigerwasser
  - Dörenbach
  - Illigesbach
  - Wieda